# Vanuatu Presidential Party
Die Vanuatu Presidential Party (VPP) ist eine politische Partei in Vanuatu.
Die Partei wurde 2010 von Louis Kalnpel und den ehemaligen Präsidenten Ati George Sokomanu und John Bani gegründet.
In den Parlamentswahlen in Vanuatu 2012 stellte die Partei 17 Kandidaten auf und errang 2,4 % der Stimmen. Sie konnte damit keinen Sitz im Parlament gewinnen.
In den Wahlen 2016 führte die Partei elf Kandidaten in den Wahlkampf, und gewann einen Sitz; Samson Samsen in Santo. 
In den Wahlen 2020 erhielt die Partei nur noch 245 Stimmen.

## Wahlergebnisse
| Wahl      | Stimmen | %   | Mandate |
| --------- | ------- | --- | ------- |
| Wahl 2012 | 2.888   | 2,4 | 0 / 52  |
| Wahl 2016 | 4.234   | 3,7 | 1 / 52  |
| Wahl 2020 | –       | –   | 0 / 52  |
| Wahl 2022 | 1.119   | 0,8 | 0 / 52  |